# Кинофестиваль в Торонто 2007
32-й Международный кинофестиваль в Торонто прошёл с 6 сентября по 15 сентября 2007 года. Фильмом открытия стали  «Осколки» Джереми Подесва, а фильмом закрытия  — «Эмоциональная арифметика» режиссера Паоло Барцмана.
В программу кинофестиваля вошло 349 фильмов из 55 стран, которые были отобраны из 4156 заявок. В выборку вошли 275 полнометражных и средних фильмов, из которых 234 были премьерными, а 71 фильм  снят режиссерами-дебютантами.
В фестивале приняли участие представители киноиндустрии, прессы и широкой общественности.
Главный приз фестиваля, People’s Choice Award, получила картина         «Порок на экспорт»  Дэвида Кроненберга .

## Награды
| Премия                                        | Фильм                                     | Режиссёр                               |
| --------------------------------------------- | ----------------------------------------- | -------------------------------------- |
| Приз зрительских симпатий                     | Порок на экспорт                          | Дэвид Кроненберг                       |
| Лучший канадский художественный фильм         | Мой Виннипег                              | Гай Мэддин                             |
| Лучший канадский короткометражный фильм       | Pool (Kolam)                              | Крис Чон Чан Фуи                       |
| Лучший канадский художественный фильм (дебют) | Континенталь — фильм, в котором нет ружья | Стефан Лафлёр                          |
| FIPRESCI Discovery                            | Cochochi                                  | Израэль Карденас и Лаура Амелия Гусман |
| FIPRESCI Prize                                | Зона                                      | Родриго Пла                            |